# Ladislaus Boros
Ladislaus Boros (ur. 2 października 1927 w Budapeszcie, zm. 8 listopada 1981 w Szwajcarii; właściwe nazwisko: László Boros) – katolicki teolog i do 1973 jezuita.

## Życiorys
Po ucieczce z komunistycznych Węgier w 1949 roku Boros studiował filozofię i teologię na różnych europejskich uniwersytetach jezuickich. W 1954 r. otrzymał w Monachium doktorat z filozofii. Rozprawę doktorską napisał na temat problemu doczesności w ujęciu św. Augustyna. W 1957 roku przyjął święcenia kapłańskie w Enghien (Belgia). W latach 1958–1973 był współpracownikiem jezuickiego czasopisma Orientierung w Zurychu. Od 1963 r. prowadził zajęcia dydaktyczne z zakresu religioznawstwa na wydziale teologicznym w Innsbrucku.
Po odejściu z zakonu jezuitów w 1973 r. i wzięciu ślubu, ostatnie lata spędził jako wolny pisarz pod Zugiem, które były naznaczone chorobą. 

## Poglądy

### Hipoteza ostatecznej decyzji
Najbardziej znanym poglądem L. Borosa jest hipoteza ostatecznej decyzji. Według teologa dopiero w chwili śmierci otwiera się możliwość dokonania pierwszego w pełni osobowego aktu człowieka, tym samym jest ona uprzywilejowanym miejscem świadomego stawania się, wolności, spotkania z Absolutem i podjęcia decyzji o swoim wiecznym losie. To właśnie czyn ten ma rozstrzygać o pośmiertnym losie osoby ludzkiej.
W tej koncepcji Boros nie traktuje śmierci jako momentu jakiegoś czasowego następstwa. Określa ją jako pozbawioną rozciągłości linię graniczną między dwoma momentami: "przedtem" i "potem", które zachodzą na siebie, tworząc złożoną, istniejącą w czasie sytuację.
Ograniczenie pojęcia "moment śmierci" jedynie do refleksji metafizycznej, z pominięciem wymiaru psychologicznego czy też fizjologicznego stanowi istotną trudność interpretacyjną tej koncepcji.
Pogląd ten spotkał się z krytyką wielu chrześcijańskich myślicieli.

## Publikacje książkowe wraz z polskim tłumaczeniami
- Das Problem der Zeitlichkeit bei Augustinus. München, Philosophische Fakultät, Praca doktorska 1954
- Mysterium mortis. Der Mensch in seiner letzten Entscheidung. Olten 1962. (wyd. pol. Mysterium mortis. Człowiek w obliczu ostatecznej decyzji, przeł. Bernard Białecki, Pax, Warszawa, 1977)
- Der anwesende Gott: Wege zu einer existentiellen Begegnung. Olten; Freiburg i. Br.: Walter 1964. (wyd. pol. Odkrywanie Boga (wyd. Pax, 1974)
- Erlöstes Dasein, Mainz 1965 (wyd. pol. Istnienie wyzwolone, Warszawa 1971
- In der Versuchung, Olten und Freiburg 1967;
- Aus der Hoffnung leben, Olten 1968;
- Wir sind Zukunft, Mainz 1969;
- Der nahe Gott, Mainz 1971;
- Weihnachtsmeditationen, Olten und Freiburg 1972,
- Im Menschen Gott begegnen, Mainz 1967 IV, (wyd. pol. Spotkać Boga w człowieku (przeł. Anna Kabat, wyd. Pax, Warszawa 1988)
- Odkrywanie myśli (przeł. Czesław Tarnogórski. wyd. Pax Warszawa 1975)
- Phasen des Lebens : Wachstum, Krisen, Entfaltung und Vollendung des Menschen., Olten 1975, (wyd. pol. Okresy życia, przeł. Janusz Sukiennicki., Warszawa 1985.
- Aurelius Augustinus, Olten 1982 u.a.
- Doświadczenie Boga, przeł. Barbara Tarnas, Warszawa "Pax", 1983.
- Modlitwa chrześcijańska, przeł. Bernard Białecki, Warszawa PAX, 1976.
- Gottesbild und Glaube : zwei Meditationen, Meitingen, 1979
- Sinn der Weihnacht : eine Betrachtung, Zurich 1979
- Heute Christ sein : über die christliche Gesinnung und die Liebe zur Welt, Freiburg im Breisgau, 1978
- Vom ungläubigen Glauben : fünfzehn Thesen, Olten : Walter-Verl., 1978
- Täglich aus dem Glauben leben : 365 Texte zum Nachdenken und Beten, Mainz, 1977
- Befreiung zum Leben. Die Exerzitien des Ignatius von Loyola als Wegweisung für heute, Freiburg im Breisgau [u.a.] : Herder, 1977
- Geborgene Existenz : christliches Leben als Hoffnung, Freiburg im Br. 1975
- Bewusstseinserweiterung durch Meditation, Freiburg (Breisgau) [u.a.] : Herder, 1974
- Engel und Menschen, Olten 1974
- Weihnachtsmeditationen, Olten 1973
- Gedanken über das Christliche, Frankfurt (am Main) 1973
- Denken in der Begegnung, Olten 1973
- Über das christliche Beten, Mainz 1973
- In der Versuchung : Meditationen über den Weg zur Vollendung, Olten 1972
- Durchbruch zu Gott : ein Kreuzweg, Frankfurt/Main 1971
- Der nahe Gott, Mainz 1971
- Der gute Mensch und sein Gott, Olten 1971
- Wahrhaftigkeit und Liebe. Zwei Meditationen, Meitingen 1970
- Wir sind Zukunft, Mainz 1969
- Gott, Welt, Bruder. Grundströmungen des heutigen Denkens, Meitingen 1968

## Literatura
- Peter C. Düren: Der Tod als Ende des irdischen Pilgerstandes. Reflexion über eine katholische Glaubenslehre. Dissertation, Buttenwiesen 4. Auflage 2002. ISBN 3-934225-10-1 (S. 269-343 omawia hipotezę ostatecznej decyzji Ladislausa Borosa)
- Josef Stierli: "Boros Ladislaus". [w:] LThK3 Bd. 2, Sp. 597-599
- Josef Stierli: Ladislaus Boros: 1927 – 1981; der Mensch und sein Werk; eine Skizze. Edlibach/Zug: Bildungshaus Bad Schönbrunn 1982
- Pamela Kirk: Tod und Auferstehung innerhalb einer anthropologisch gewendeten Theologie: hermeneutische Studie zur individuellen Eschatologie bei Karl Rahner, Ladislaus Boros, Gisbert Greshake. Bad Honnef: Bock und Herchen 1986 ISBN 3-88347-138-0
- Thomas Schnelzer: Tod als letzte Entscheidung: Plädoyer für die Endentscheidungshypothese des Ladislaus Boros. Regensburg: Roderer 1992 ISBN 3-89073-568-1
- Thomas Schnelzer: "Mysterium Mortis". In: Michael Eckert u.a. (Hgg.): Lexikon der theologischen Werke. Stuttgart: Kröner 2003 ISBN 3-520-49301-2, S. 521-522
- Faith, conversations with contemporary theologians : Ladislaus Boros, Georges Casalis, Joseph Comblin ... / Teófilo Cabestrero., Maryknoll, N.Y., 1981